# Vitus Chang
Vitus Chang Tso-huan SVD (chinesisch 張作恆, Pinyin Zhāng Zuòhéng; * 22. August 1903 in Tsingtau; † 1. November 1982) war ein chinesischer Bischof der römisch-katholischen Kirche.

## Leben
Chang, Sohn eines zum Christentum bekehrten Chinesen, wurde am 22. August 1903 in Tsingtau, der Hauptstadt des damals vom Kaiserreich China an das Deutsche Kaiserreich verpachteten Gebietes Kiautschou im Süden der Shandong-Halbinsel an der chinesischen Ostküste geboren.
Vitus Chang trat den in seiner Heimatregion wirkenden Steyler Missionaren bei und empfing am 16. März 1930 das Sakrament der Priesterweihe. Am 8. Juli 1941 bestellte ihn Papst Pius XII. zum Apostolischen Vikar von Sinyangchow in Zentralchina und erhob ihn zum Titularbischof von Eguga. Die Bischofsweihe spendete ihm am 8. Dezember desselben Jahres Bischof Theodor Schu SVD († 1965), Mitkonsekratoren waren der Apostolische Vikar von Tsaochowfu, Franz Hoowaarts SVD, und der Apostolische Vikar von Ichow, Karl Christian Weber SVD. 1942 war er Mitkonsekrator von Sylvester Philip Wang († 1949 als Bischof von Fengxiang). Am 11. April 1946 wurde das Vikariat in ein ordentliches Bistum umgewandelt und Vitus Chang erster Diözesanbischof von Sinyang (Xinyang). Unter dem Druck des kommunistischen Regimes konnte er sein Amt nicht mehr ausüben und resignierte am 13. November 1949. Der emeritierte Bischof erhielt das Titularbistum von Cyanae zugewiesen. Als solcher nahm er 1962–1965 an allen vier Sessionen des Zweiten Vatikanischen Konzils teil.
Im Exil wirkte er anfangs in Hongkong und auf den Philippinen sowie ab 1958 in Deutschland. Dort war er als Studenten-Seelsorger tätig, ab 1968 auch als Pfarrer in Bornheim-Dersdorf sowie als Weihbischof für das Erzbistum Köln und für verschiedene Orden (Steyler Missionare, Redemptoristen), d. h., er vollzog Firmungen und Kirchweihen, darunter die des Nevigeser Wallfahrtsdoms, sowie Diakonen- und Priesterweihen im Missionshaus St. Augustin, Kloster Geistingen und Studienhaus St. Lambert (1971).
1972 ging er, geehrt mit einer Festschrift, in den Ruhestand nach Bad Godesberg-Rüngsdorf.
Der Liturgiereform stand Bischof Chang reserviert gegenüber. Gegen Ende seines Lebens unterhielt er zeitweilig Kontakt mit der Sammlung glaubenstreuer Katholiken (Basel) und zelebrierte einige Male die sogenannte Tridentinische Messe für altritualistische Gruppen katholischer Laien. Günther Storck († 1993 als 1984 irregulär geweihter Bischof), damals formell inkardiniert im festlandchinesischen (Quasi-)Bistum des exilierten römisch-katholischen Bischofs Blasius Kurz, bat Chang 1980/81 vergeblich, sich als Weihbischof für das in Gründung befindliche sedisvakantistische Priesterseminar Heilig Blut in München zur Verfügung zu stellen. Chang hat jedoch nie Diakone oder Priester für dieses Seminar geweiht und zog sich unter dem Einfluss von Elisabeth Gerstner († 2005) und Caspar von Schrenck-Notzing von jenen Kreisen zurück.
Bischof Chang wurde auf dem Domherrenfriedhof hinter dem Kölner Dom beigesetzt.